# Borzavár
Borzavár is een plaats (község) en gemeente in het Hongaarse comitaat Veszprém. Borzavár telt 792 inwoners (2001).